# Cristóbal Márquez Crespo
Cristóbal Márquez Crespo (Madrid, 21 aprile 1984) è un calciatore spagnolo, centrocampista svincolato.

## Carriera
È stato promosso in prima squadra nell'estate del 2010. Debutta ufficialmente nella Primera División il 15 gennaio 2011, nella gara vinta per 4-2 contro l'Osasuna. In quel match Cristóbal entro al minuto '41 del secondo tempo sostituendo Borja Valero.

## Palmarès

### Club

#### Competizioni nazionali
- Segunda División B: 1

Fuenlabrada: 2018-2019 (gruppo 1)